# Светско првенство у пливању 2015 — 200 м прсно за жене
Такмичење у пливању у дисциплини 200 метара прсним стилом за жене на Светском првенству у пливању 2015. одржало се у два дана 6. августа (квалификације и полуфинале) и 7. августа (финале) као део програма Светског првенства у воденим спортовима. Трке су се одржавале у базену Казањске арене у граду Казању (Русија).
За трке је било пријављено укупно 50 такмичарки из 42 земље. Титулу светског првака из 2013. није успела да одбрани руска пливачица Јулија Јефимова која је овогодишње такмичење завршила још у квалификацијама, на 17. месту.
Нова светска првакиња постала је Јапанка Канако Ватанабе која је за 1,29 секунди предности славила испред такмичарке из Сједињених Држава Мике Лоренс. Бронзану медаљу поделиле су чак три девојке пошто су све три испливале идентично време од 2:22,76 минута. Тако су бронзу освојиле Хесика Ваљ (Шпанија), Рике Мелер Педерсен (Данска) и Ши Ђинглин (Кина).
Репрезентативка Србије Јована Богдановић наступила је у квалификацијама где је заузела 40. место испливавши трку у времену од 2:35,88 минута.

## Освајачи медаља
|                       | Резултат |                   | Резултат |                                                            | Резултат |
|                       |          |                   |          |                                                            |          |
| Канако Ватанабе (JPN) | 2:21,15  | Мика Лоренс (USA) | 2:22,44  | Хесика Ваљ (ESP) · Р. М. Педерсен (DEN) · Ши Ђинглин (CHN) | 2:22,76  |

## Званични рекорди
Пре почетка такмичења званични свестки рекорд и рекорд шампионата у овој дисциплини су били следећи:
| Рекорд                     | Име                       | Резултат | Место               | Датум           |
| -------------------------- | ------------------------- | -------- | ------------------- | --------------- |
| Светски рекорд             | Рике Мелер Педерсен (DEN) | 2:19,11  | Барселона (Шпанија) | 1. август 2013. |
| Рекорд светских првенстава | Рике Мелер Педерсен (DEN) | 2:19,11  | Барселона (Шпанија) | 1. август 2013. |

Током такмичења нису постигнути нови рекорди у овој дисциплини.

## Земље учеснице
За трке на 200 метара прсним стилом било је пријављено укупно 50 такмичарки из 42 земље, а свака од земаља могла је да пријави максимално два такмичара по утрци.
| - Аргентина (1) - Аустралија (2) - Белгија (1) - Велика Британија (1) - Венецуела (1) - Гвам (1) - Данска (1) - Естонија (1) - Замбија (1) - Ирска (1) - Исланд (1) | - Италија (1) - Јапан (2) - Јемен (1) - Јужна Кореја (2) - Канада (2) - Кина (2) - Кинески Тајпеј (1) - Киргистан (1) - Летонија (1) - Литванија (1) - Мађарска (1) | - Малдиви (1) - Мексико (1) - Молдавија (1) - Намибија (1) - Немачка (1) - Пакистан (1) - Португал (1) - Русија (2) - Северна Кореја (1) - Сингапур (1) | - САД (2) - Словенија (1) - Србија (1) - Тајланд (1) - Турска (1) - Украјина (1) - Финска (1) - Хрватска (1) - Чешка (1) - Шпанија (2) |

## Квалификације
У квалификацијама се пливало у 5 квалификационих група, а сваку од група чинило је по 10 пливачица. Пласман у полуфинале обезбедило је 16 такмичарки које су у квалификацијама оствариле најбоља времена.
Квалификационе трке пливане су 6. августа у јутарњем делу програма, са почетком прве трке у 10:11 по локалном времену.
| ПЛ. | Трка | Стаза | Пливач                    | Репрезентација   | Време   | Нап. |
| --- | ---- | ----- | ------------------------- | ---------------- | ------- | ---- |
| 1.  | 4    | 4     | Канако Ватанабе           | Јапан            | 2:23,29 | КВ   |
| 2.  | 4    | 3     | Мика Лоренс               | САД              | 2:23,32 | КВ   |
| 3.  | 4    | 7     | Храбнхилдур Литхерсдоутир | Исланд           | 2:23,54 | КВ   |
| 4.  | 3    | 1     | Фани Леклис               | Белгија          | 2:23,77 | КВ   |
| 5.  | 5    | 3     | Викторија Зејнеп Гунеш    | Турска           | 2:23,81 | КВ   |
| 6.  | 5    | 4     | Рике Мелер Педерсен       | Данска           | 2:23,90 | КВ   |
| 7.  | 5    | 2     | Хесика Ваљ                | Шпанија          | 2:23,97 | КВ   |
| 8.  | 4    | 6     | Виталина Симонова         | Русија           | 2:23,99 | КВ   |
| 9.  | 4    | 5     | Тејлор Макион             | Аустралија       | 2:24,02 | КВ   |
| 10. | 5    | 5     | Ши Ђинглин                | Кина             | 2:24,09 | КВ   |
| 11. | 3    | 3     | Кјера Смит                | Канада           | 2:24,12 | КВ   |
| 12. | 5    | 6     | Теса Волас                | Аустралија       | 2:24,88 | КВ   |
| 13. | 5    | 7     | Марина Гарсија Урзаинки   | Шпанија          | 2:25,32 | КВ   |
| 14. | 5    | 8     | Ванеса Гримберг           | Немачка          | 2:25,74 | КВ   |
| 15. | 3    | 4     | Рије Кането               | Јапан            | 2:25,75 | КВ   |
| 16. | 5    | 1     | Јена Лауканен             | Финска           | 2:25,91 | КВ   |
| 17. | 3    | 5     | Јулија Јефимова           | Русија           | 2:26,11 |      |
| 18. | 3    | 6     | Моли Реншо                | Велика Британија | 2:26,32 |      |
| 19. | 4    | 2     | Брија Ларсон              | САД              | 2:26,38 |      |
| 20. | 3    | 7     | Иларија Скарчела          | Италија          | 2:26,40 |      |
| 21. | 3    | 2     | Марта Макејб              | Канада           | 2:26,51 |      |
| 22. | 5    | 0     | Мартина Моравчикова       | Чешка            | 2:28,41 |      |
| 23. | 4    | 1     | Џанг Синју                | Кина             | 2:28,57 |      |
| 24. | 3    | 9     | Тања Шмид                 | Словенија        | 2:28,64 |      |
| 25. | 3    | 8     | Јанг Ји-вон               | Јужна Кореја     | 2:29,24 |      |
| 26. | 4    | 9     | Хулија Себастијан         | Аргентина        | 2:29,28 |      |
| 26. | 5    | 9     | Ана Станкович             | Мађарска         | 2:29,28 |      |
| 28. | 2    | 7     | Ана Радић                 | Хрватска         | 2:29,71 |      |
| 29. | 3    | 0     | Фиона Дојл                | Ирска            | 2:29,77 |      |
| 30. | 1    | 6     | Данијела Кариљо           | Мексико          | 2:30,65 |      |
| 31. | 2    | 8     | Марија Ромањук            | Естонија         | 2:31,37 |      |
| 32. | 2    | 5     | Раминта Дваришите         | Литванија        | 2:31,74 |      |
| 33. | 4    | 0     | Јунг Сеул-ки              | Јужна Кореја     | 2:31,85 |      |
| 34. | 2    | 0     | Мерседес Толедо           | Венецуела        | 2:32,69 |      |
| 35. | 2    | 3     | Викторија Каминскаја      | Португал         | 2:33,73 |      |
| 36. | 1    | 3     | Саманта Јео               | Сингапур         | 2:33,85 |      |
| 37. | 2    | 2     | Аљона Рибакова            | Летонија         | 2:34,69 |      |
| 38. | 2    | 6     | Фијангхван Павапотако     | Тајланд          | 2:34,77 |      |
| 39. | 1    | 5     | Данијела Линдемајер       | Намибија         | 2:35,17 |      |
| 40. | 2    | 1     | Јована Богдановић         | Србија           | 2:35,88 |      |
| 41. | 4    | 8     | Анастасија Маљавина       | Украјина         | 2:36,49 |      |
| 42. | 2    | 4     | Дарија Таланова           | Киргистан        | 2:37,04 |      |
| 43. | 1    | 4     | Лин Пеј-вун               | Кинески Тајпеј   | 2:39,19 |      |
| 44. | 1    | 2     | Михаела Бат               | Молдавија        | 2:40,57 |      |
| 45. | 2    | 9     | Син Јин-хуј               | Северна Кореја   | 2:41,41 |      |
| 46. | 1    | 0     | Тилка Паљк                | Замбија          | 2:55,98 |      |
| 47. | 1    | 1     | Пилар Шимицу              | Гвам             | 2:56,47 |      |
| 48. | 1    | 8     | Анум Бандеј               | Пакистан         | 2:58,10 |      |
| 49. | 1    | 7     | Нуран Ба Матраф           | Јемен            | 3:07,78 |      |
| 50. | 1    | 9     | Саџина Ајшат              | Малдиви          | 3:16,50 |      |

Напомена: КВ - квалификација

## Полуфинала
Полуфиналне трке пливане су у вечерњем делу програма 6. августа са почетком у 17:51 по локалном времену.
Прво полуфинале
| ПЛ. | Стаза | Пливач              | Репрезентација | Време   | Нап. |
| --- | ----- | ------------------- | -------------- | ------- | ---- |
| 1.  | 3     | Рике Мелер Педерсен | Данска         | 2:21,99 | КВ   |
| 2.  | 4     | Мика Лоренс         | САД            | 2:22,04 | КВ   |
| 3.  | 6     | Виталина Симонова   | Русија         | 2:22,72 | КВ   |
| 4.  | 2     | Ши Ђинглин          | Кина           | 2:23,06 | Рас  |
| 5.  | 5     | Фани Леклис         | Белгија        | 2:23,83 |      |
| 6.  | 7     | Теса Волас          | Аустралија     | 2:24,68 |      |
| 7.  | 1     | Ванеса Гримберг     | Немачка        | 2:25,36 |      |
| 8.  | 8     | Јена Лауканен       | Финска         | 2:25,45 |      |

Друго полуфинале
| ПЛ. | Стаза | Пливач                    | Репрезентација | Време   | Нап. |
| --- | ----- | ------------------------- | -------------- | ------- | ---- |
| 1.  | 4     | Канако Ватанабе           | Јапан          | 2:22,15 | КВ   |
| 2.  | 7     | Кјера Смит                | Канада         | 2:22,82 | КВ   |
| 3.  | 8     | Рије Кането               | Јапан          | 2:22,88 | КВ   |
| 4.  | 6     | Хесика Ваљ                | Шпанија        | 2:22,90 | КВ   |
| 5.  | 5     | Храбнхилдур Литхерсдоутир | Исланд         | 2:23,06 | Рас  |
| 6.  | 3     | Викторија Зејнеп Гунеш    | Турска         | 2:24,01 |      |
| 7.  | 2     | Тејлор Макион             | Аустралија     | 2:24,41 |      |
| 8.  | 1     | Марина Гарсија Урзаинки   | Шпанија        | 2:25,52 |      |

Распливавање за финале
Две такмичарке које су у полуфиналу оствариле идентично гранично време пливали су додатну трку за полседње место у финалу. Трка распливавања пливана је 6. августа у 19:43 по локалном времену.
| ПЛ. | Стаза | Пливач                    | Репрезентација | Време   | Нап. |
| --- | ----- | ------------------------- | -------------- | ------- | ---- |
| 1.  | 4     | Ши Ђинглин                | Кина           | 2:23,75 | КВ   |
| 2.  | 5     | Храбнхилдур Литхерсдоутир | Исланд         | 2:25,11 |      |

Напомена: КВ - квалификација

## Финале
Финална трка пливана је 7. августа са почетком у 18:35 по локалном времену.
| ПЛ. | Стаза | Пливач              | Репрезентација | Време   | Нап. |
| --- | ----- | ------------------- | -------------- | ------- | ---- |
|     | 3     | Канако Ватанабе     | Јапан          | 2:21,15 |      |
| 2   | 5     | Мика Лоренс         | САД            | 2:22,44 |      |
| 3   | 1     | Хесика Ваљ          | Шпанија        | 2:22,76 |      |
| 3   | 4     | Рике Мелер Педерсен | Данска         | 2:22,76 |      |
| 3   | 8     | Ши Ђинглин          | Кина           | 2:22,76 |      |
| 6.  | 7     | Рије Кането         | Јапан          | 2:23,19 |      |
| 7.  | 6     | Виталина Симонова   | Русија         | 2:23,59 |      |
| 8.  | 2     | Кјера Смит          | Канада         | 2:23,61 |      |